# Giovanni Evangelista Draghi
Giovanni Evangelista Draghi (Genova, 1654 – Piacenza, 9 febbraio 1712) è stato un pittore italiano.

## Biografia
Le fonti e i biografi genovesi dell'epoca, compreso Carlo Giuseppe Ratti, non nominano Giovanni Evangelista Draghi: le notizie che lo riguardano derivano da fonti piacentine: è il canonico Carlo Carasi a indicarlo, nel 1780, «scolaro» di Domenico Piola. Il pittore fu attivo a Parma e a Piacenza. A Piacenza, dipinse Morte di San Giacomo per la chiesa di San Francesco; Sant'Agnese per il Duomo; e San Lorenzo per la chiesa omonima e gli Ordini religiosi che ricevono la loro regolamentazione da S. Agostino per San Agostino. Dipinse anche nel Palazzo Pallavicino di Busseto (Allegoria della notte).
Draghi fu uno dei pittori incaricati della realizzazione dei Fasti Farnesiani all'interno del Palazzo Farnese di Piacenza. I Fasti Farnesiani si dividono in due cicli. Una prima serie è costituita dalle tele commissionate da Ranuccio II per l'appartamento stuccato, dipinte da Giovanni Evangelista Draghi, Sebastiano Ricci e altri, realizzate tra il 1685 e il 1687; queste rappresentano le storie di papa Paolo III e di Alessandro Farnese. Sebastiano Ricci e Domenico Piola erano tra gli altri artisti della prima serie (1685-1687). Le tele sono state portate a Napoli da Carlo di Borbone nel 1734 e alcune tornarono per essere esposte a Piacenza nel 1928: tali episodi costituiscono solo una parte dell'intero ciclo, alcuni di essi si trovano a Napoli, presso il Museo Archeologico Nazionale.
La seconda serie comprende i dipinti realizzati nel 1714 da Ilario Spolverini.